# Кухарчик Ілля Сергійович
Ілля Сергійович Кухарчик (біл. Ілья Сяргеевіч Кухарчык, нар. 10 березня 1997, Барановичі, Берестейська область, Білорусь) — білоруський футболіст, півзахисник клубу «Торпедо-БелАЗ».

## Клубна кар'єра
Вихованець Баранавицької ДЮСШ-5 та Поставської ПМЦ, а згодом приєднався до борисовського БАТЕ. Виступав за дублюючий склад, зокрема брав участь в Юніорській лізі УЄФА. У березні 2017 року відправився в оренду «Барановичах», де став гравцем основного складу.
У лютому 2018 року переїхав до «Вітебська», але в березні його знову орендували «Барановичі». У липні 2018 року за згодою сторін розірвав контракт з «Вітебськом» і став гравцем бобруйської «Білшини». У лютому 2019 року продовжив контракт з «Білшиною», у сезоні 2019 року став одним з провідних гравців бобруйчан та допоміг команді вийти у Вищій лізі.
У січні 2020 року перебував на перегляд у жодинського «Торпедо-БелАЗ», з яким у підсумку й підписав трирічний контракт.

## Кар'єра в збірній
У жовтні 2013 року виступав за юнацьку збірну Білорусі (U-17) у кваліфікації чемпіонату Європи.
У жовтні 2015 року виступав за юнацьку збірну Білорусі (U-19) у кваліфікації чемпіонату Європи.

## Досягнення
«Німан»
- Кубок Білорусі
  -  Володар (1): 2023/24

## Статистика виступів
| Сезон    | Дивізіон | Клуб         | Країна   | Матчі | Голи |
| -------- | -------- | ------------ | -------- | ----- | ---- |
| 2015     | дубль    | БАТЕ         | Білорусь | 22    | 3    |
| 2016     | дубль    | БАТЕ         | Білорусь | 21    | 4    |
| 2017     | Д2       | «Барановичі» | Білорусь | 28    | 5    |
| 2018 (1) | Д2       | «Барановичі» | Білорусь | 14    | 1    |
| 2018 (2) | Д2       | «Білшина»    | Білорусь | 6     | 1    |
| 2019     | Д2       | «Білшина»    | Білорусь | 20    | 6    |